# Kim-Roar Hansen
Kim-Roar Hansen (né le 24 mars 1984) est un sauteur à ski norvégien.

## Coupe du Monde
- Meilleur classement final: 36e en 2003.
- Meilleur résultat: 12e.